# 皮建才
皮建才（1977年—），男，山东临沂人。经济学家，师从于北京大学中国经济研究中心主任林毅夫教授，现为南京大学商学院教授、博士生导师、经济系主任。
主要研究方向为发展中国家的工资不平等问题，在国际一流经济学期刊发表数十篇有影响力的学术论文。